# أحببتك أكثر مما ينبغي
أحببتك أكثر مما ينبغي هي رواية صادرة عام 2009 للكاتبة السعودية أثير عبد الله النشمي، عبرت الكاتبة في الرواية عن حالة الحب الذي يختلجه التناقض في أعماق المرأة التي تصارع للحفاظ على استمرارية الحب على حساب تنكرها لإدراكها بتلاعب الطرف الأخر ووعيها بأنها لن تحصل على أمانيها معه

## الكاتبة
وُلدت أثير النشمي في يونيو / حزيران 1984 في العاصمة السعودية الرياض وهناك تلقت تعليمها وتكوينها. عاشت رفقة أسرتها الصغيرة المكوّنة من والديها وأخٍ وحيد ثمّ أربع أخوات

## اقتباسات
- «أحببتك أكثر مما ينبغي وأحببتني أقل مما أستحق»
- «إن ما وجدته فيك جعلني لا أتقبل أن أكون في حياة أحدهم شيئاً عادياً .. لستُ نادماً ولا متقبلاً ذلك السوء منكِ فأنتي كـ سائر الناس ترغبين بما هو صعب عليك وتسترخصين ما هو ميتمٌ بك .. لا لستِ قاتلتي وإنما أنا من سكبت السُم في قدح تعلقي وإفراطي»
- «دفعني الخوف من أن أخسرك لأن أحاول أن أثير شفقتك علي»